# Tarik Chaoufi
Tarik Chaoufi (Azrou, 26 februari 1986) is een Marokkaans wielrenner die anno 2015 rijdt voor Al Marakeb Cycling Team. In 2011 eindigde hij als vierde in het eindklassement van de UCI Africa Tour. Daarnaast behoorde hij in 2010 en 2014 tot de Marokkaanse selectie die deelnam aan het wereldkampioenschap wielrennen voor elite.
In 2013 reed hij voor de Baskische formatie Euskaltel-Euskadi. Zijn contract werd echter halverwege augustus ontbonden.

## Belangrijkste overwinningen
2009
3e etappe Ronde van Egypte
8e etappe Tour des Aéroports
2010
4e etappe Ronde van Mali
8e etappe Ronde van Rwanda
Les challenges de la Marche Verte – GP Al Massira
2011
6e etappe deel A Ronde van Marokko
2012
Les challenges de la Marche Verte – GP Sakia El Hamra
7e etappe Ronde van Marokko
Les challenges Phosphatiers – Challenge Khouribga
4e etappe Ronde van Gabon
Bergklassement Ronde van Gabon
Challenge du Prince – Trophée Princier
 Marokkaans kampioen op de weg, Elite
UCI Africa Tour
2014
Challenge du Prince – Trophée de la Maison Royale

## Resultaten in voornaamste wedstrijden
| Jaar |  | WK op de weg |
| ---- |  | ------------ |
| 2010 |  | opgave       |
| 2014 |  | opgave       |

## Ploegen
- 2013 –  Euskaltel-Euskadi (tot 15-8)
- 2015 –  Al Marakeb Cycling Team (vanaf 28-5)